# دریاچه ماکگادیک‌گادی
دریاچه ماکه‌دیگادی (انگلیسی: Lake Makgadikgadi) دریاچه‌ای خشک‌شده‌است که در بیابان کالاهاری بوتسوانا قرار دارد. عمر این دریاچه از ۲ میلیون سال پیش میلاد است و تا ۱۰ هزارسال پیش از میلاد نیز وجود داشته‌است. مساحت این دریاچه در زمانی بالغ بر ۸۰٬۰۰۰ تا ۲۷۵٬۰۰۰ کیلومتر مربع (۳۰٬۸۸۸ تا ۱۰۶٬۱۷۸ مایل مربع) بوده‌است و عمق آن نیز ۳۰ متر برآورد گردیده‌است. آب‌ریز همهٔ رودخانه‌های اوکاوانگو، زامبزی و کواندو در یک مقطع زمانی همین دریاچه بوده‌است. بازماندهٔ این دریاچهٔ خشک‌شده امروزه با نام کویر ماکه‌دیگادی خوانده می‌شود که یکی از بزرگترین کویرهای نمکی جهان است. تحقیقات دی‌ان‌ای در این منطقه ثابت کرده‌است که این دریاچه موطن و خاستگاه هوموساپینس یا انسان خردمند بوده‌است. همان جایی که ابتدا در حدود ۲۰۰۰۰۰ سال پیش در یک گونه جداگانه به تکامل رسیدند و پس از آن از حدود ۷۰۰۰۰ سال بعد در سایر نقاط آفریقا گسترش یافتند.

## نگارخانه

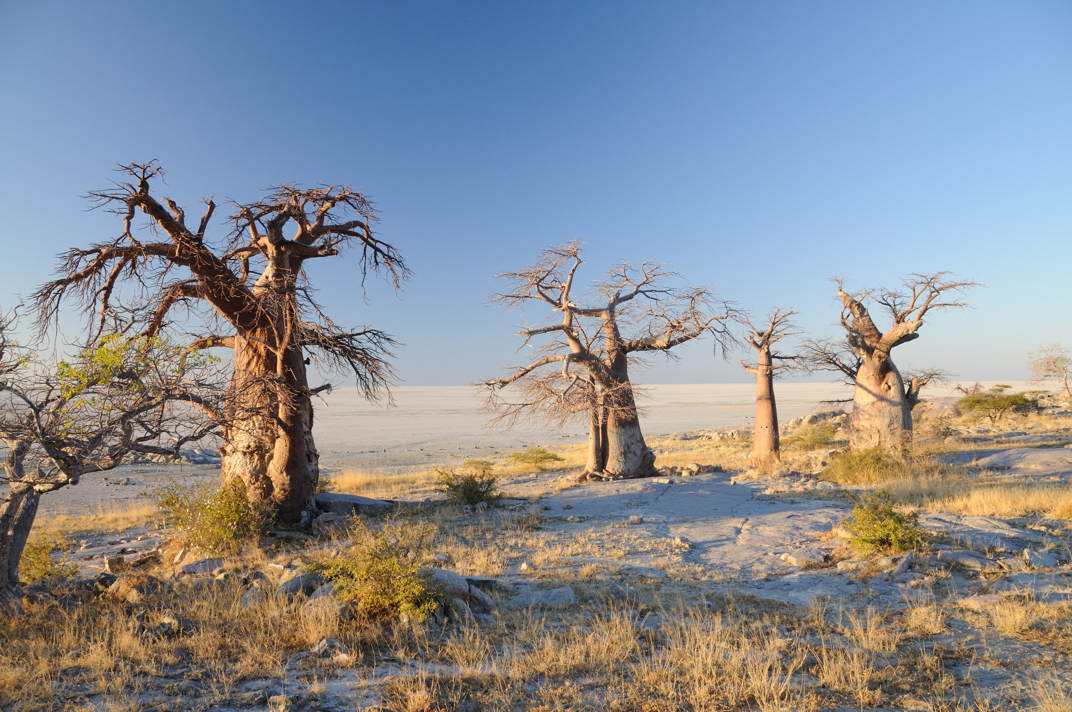
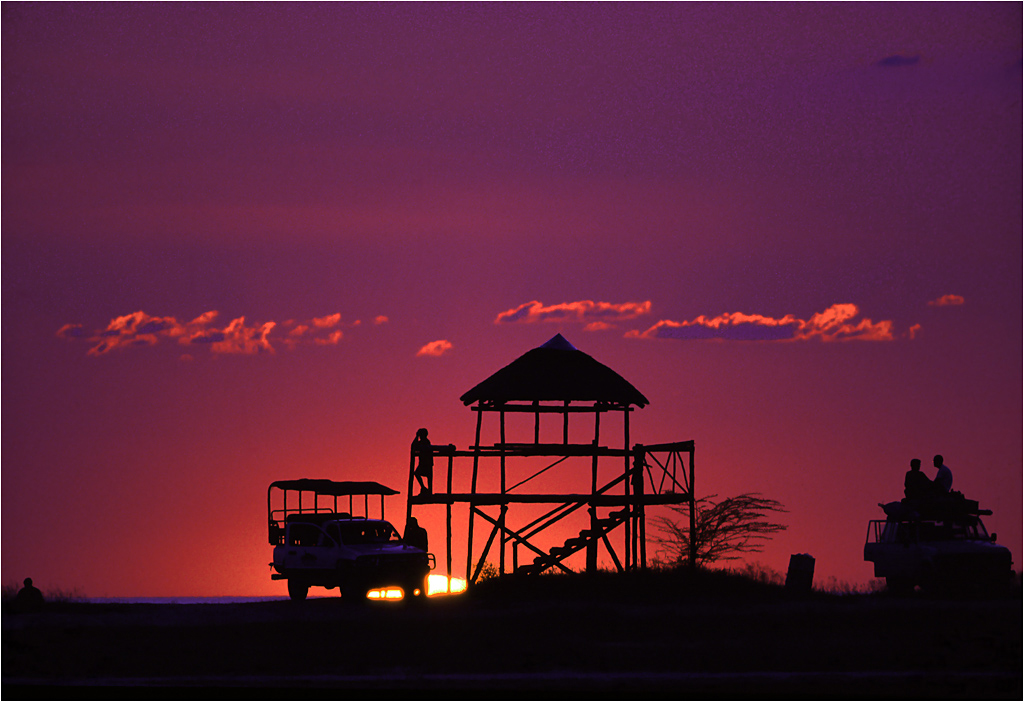
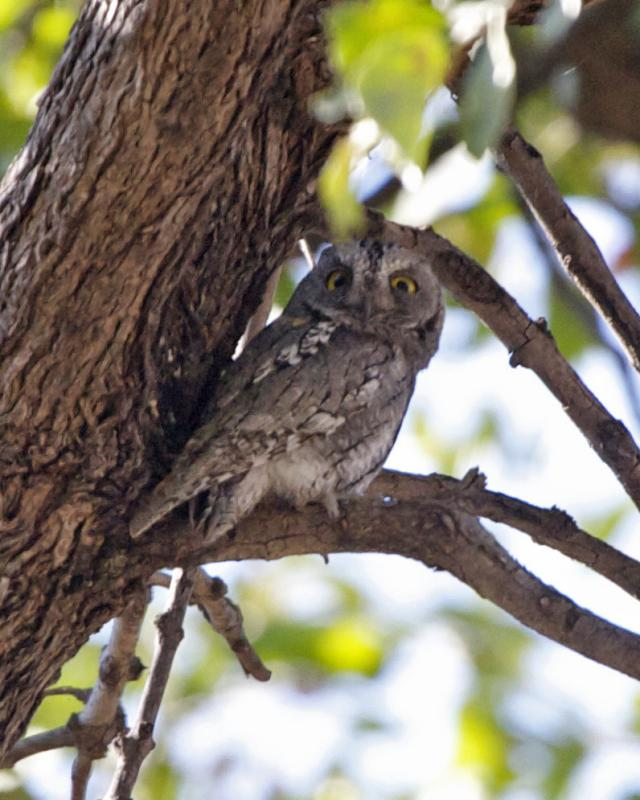
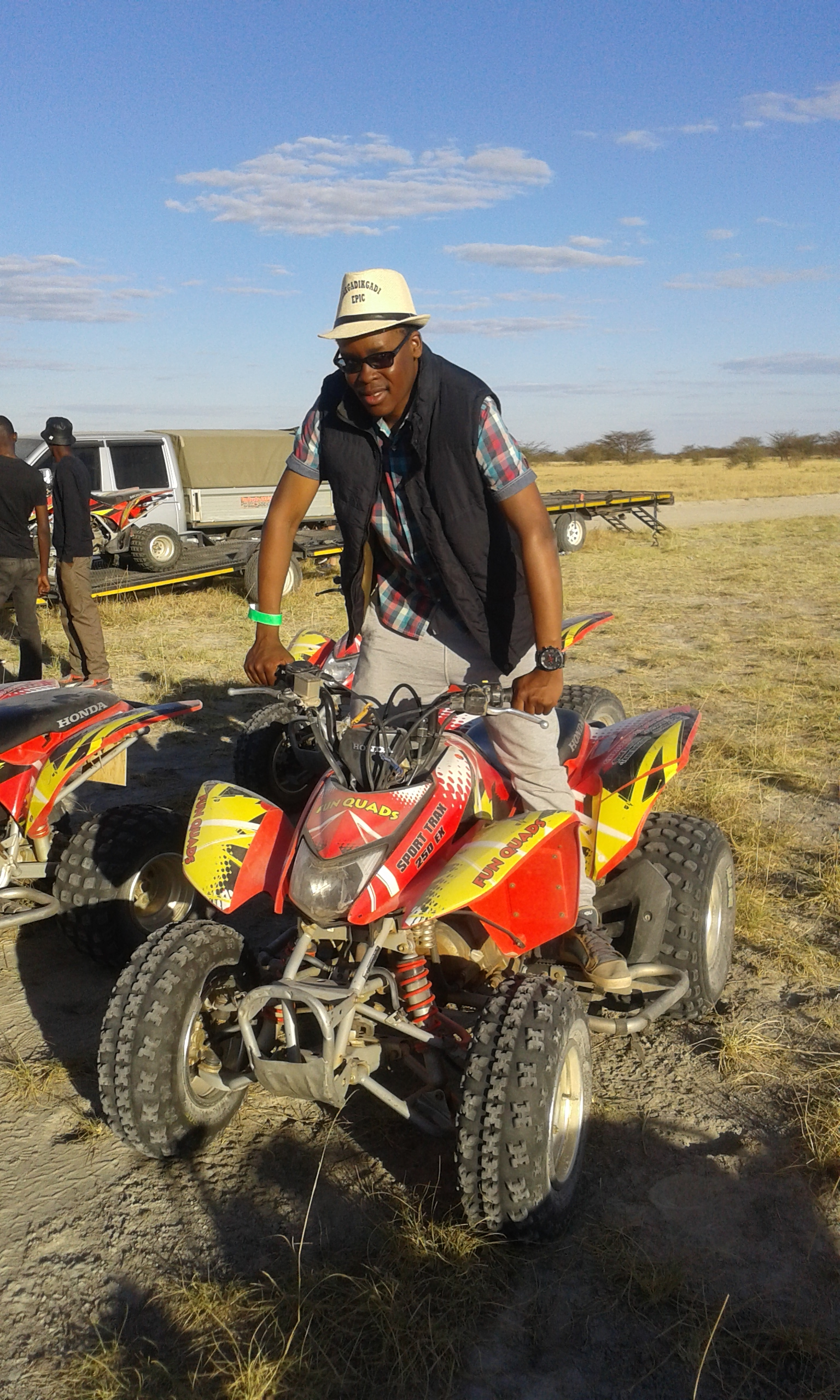
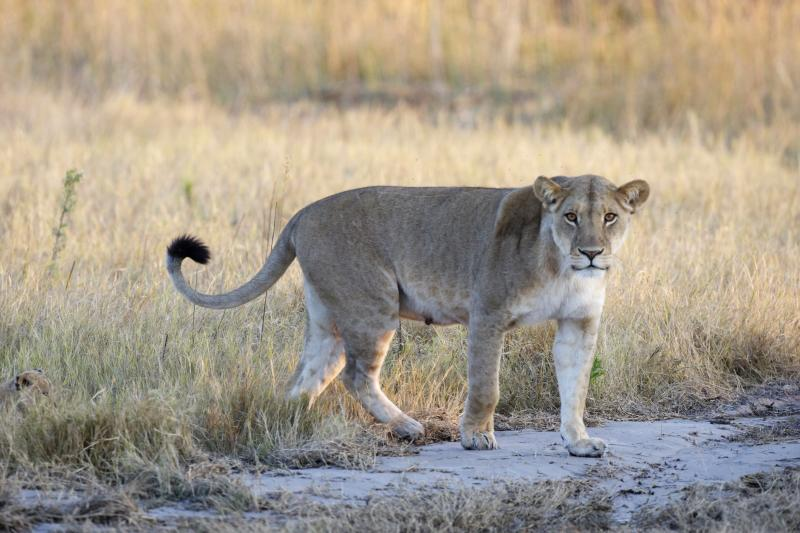
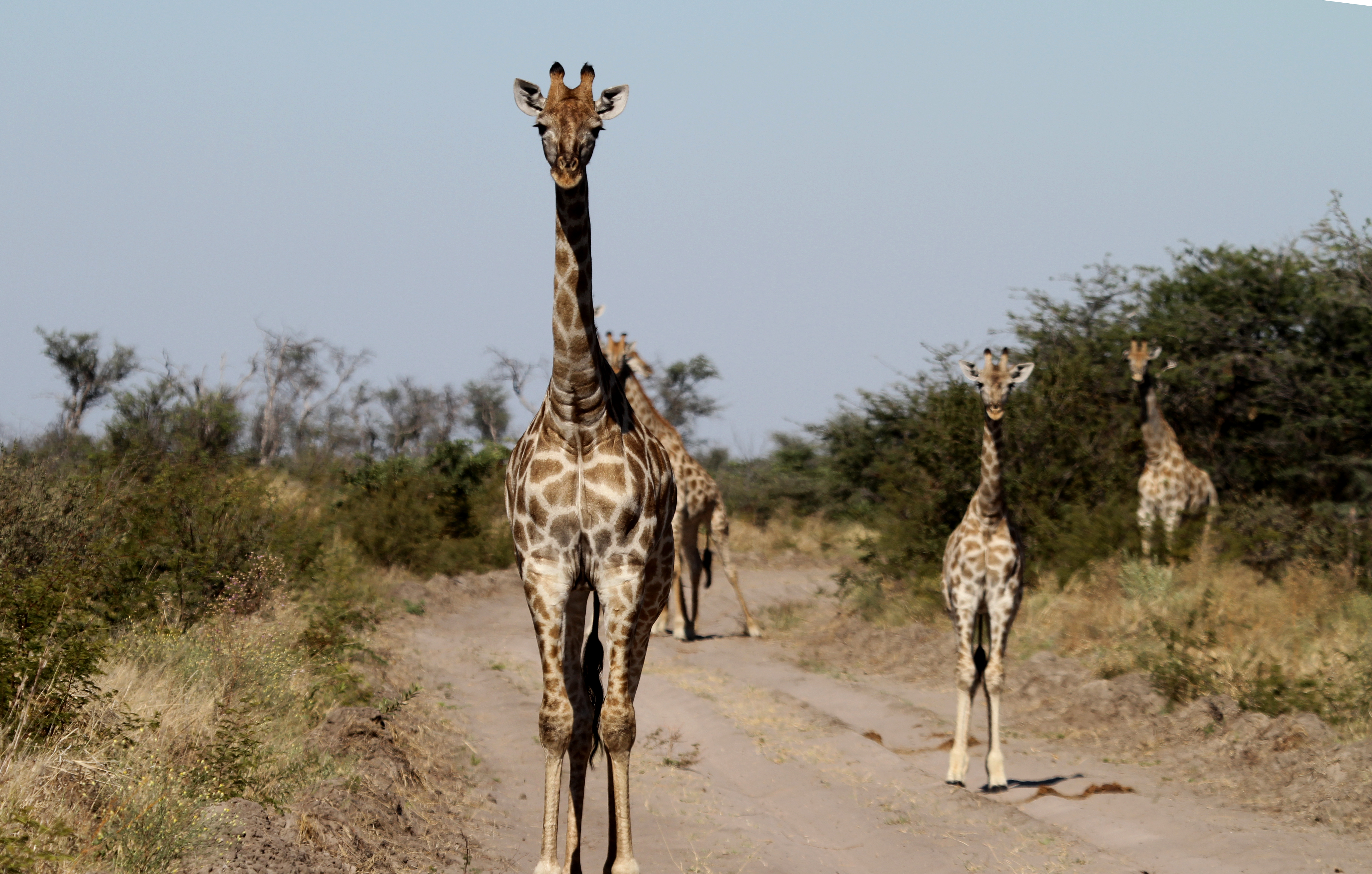
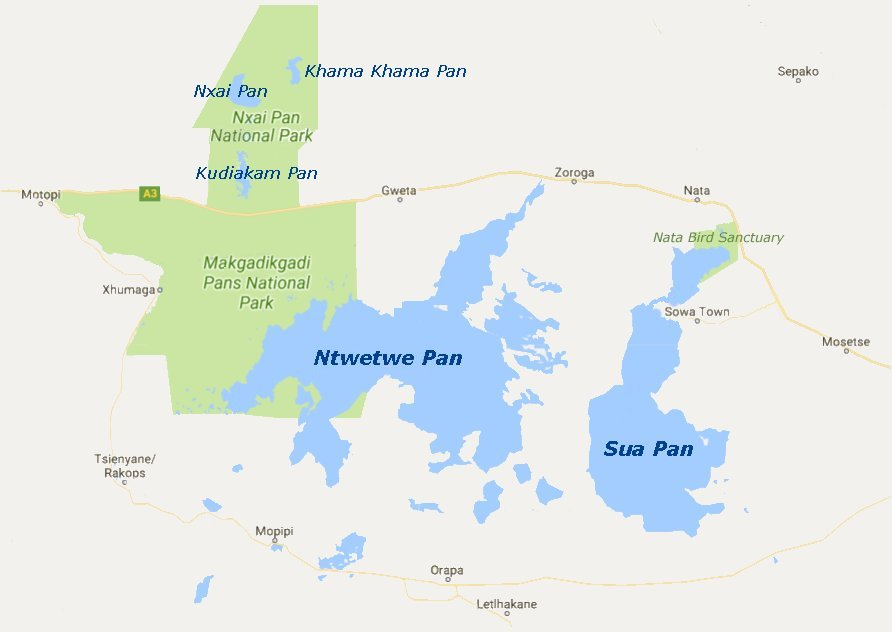
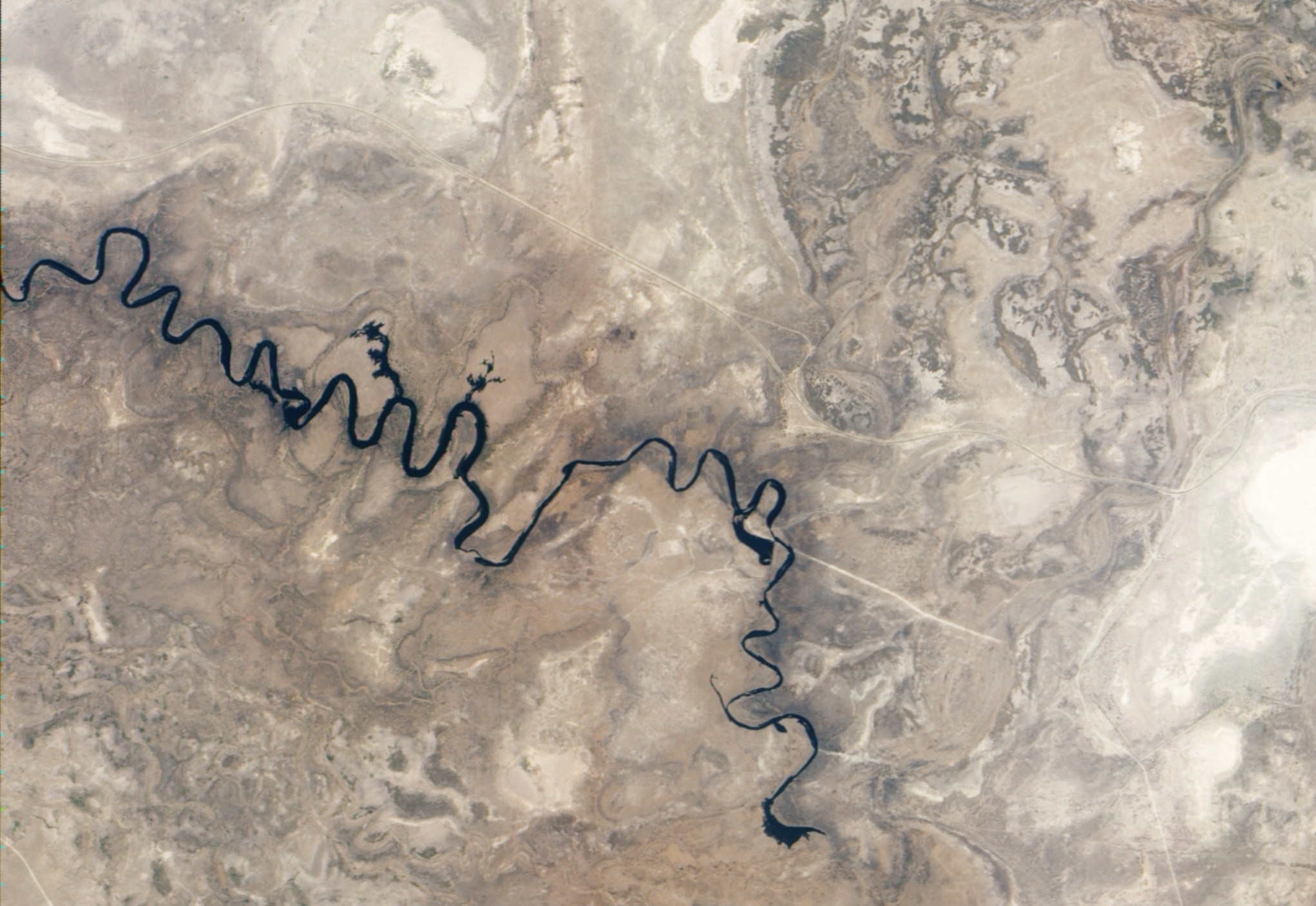
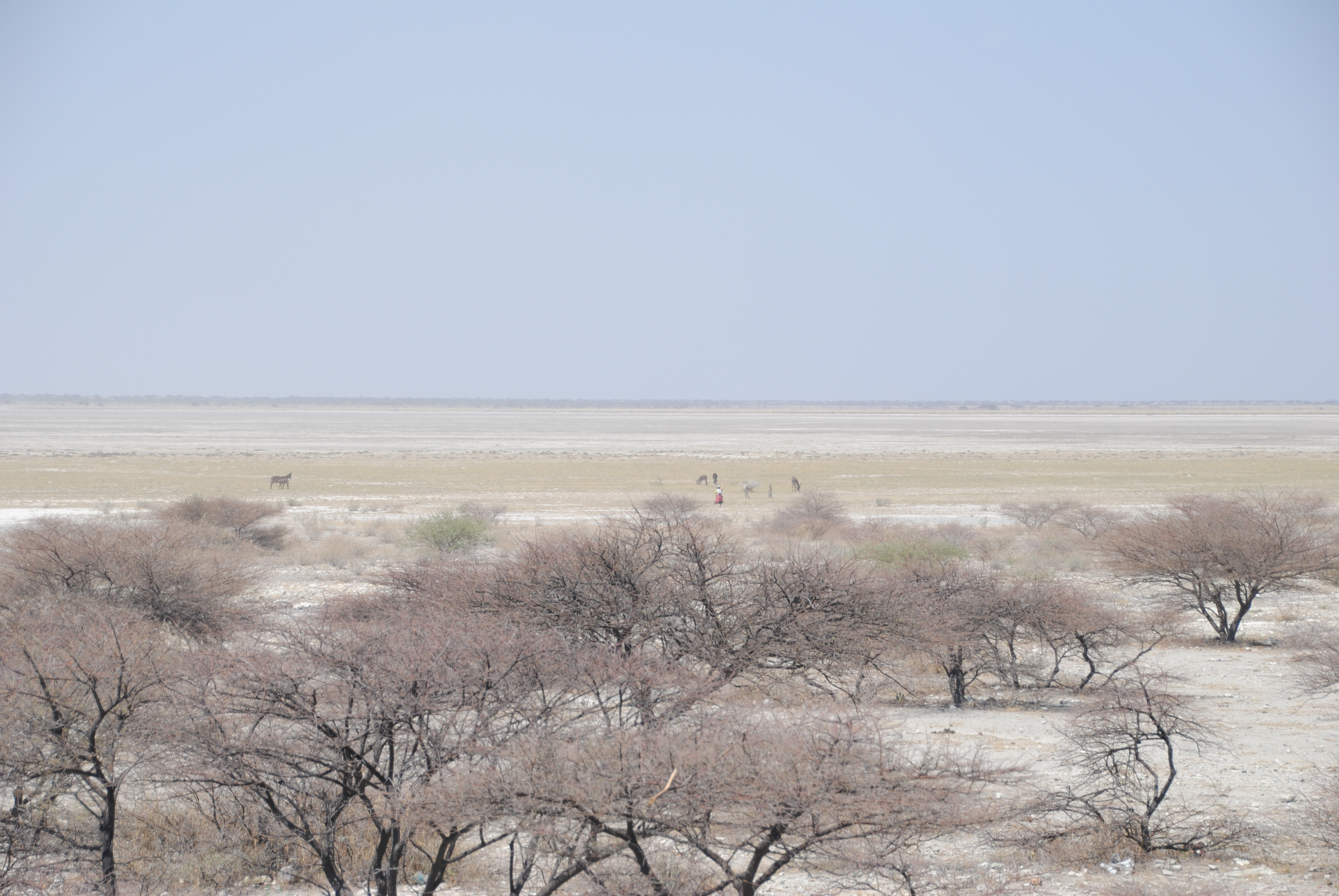